# テメシュ級モニター
| テメシュ級モニター                                    | テメシュ級モニター                                                                                           |
| ----------------------------------------------------- | --- |
|                                                       | |
| 艦級概観                                              | |
| 艦種                                                  | モニター艦                                                                                                   |
| 艦名                                                  | ドナウ川の支流                                                                                               |
| 前級                                                  | Szamos級 |
| 次級                                                  | Save級 |
| 性能諸元                                              | |
| 排水量                                                | 常備：442トン 満載：486トン                                                                                  |
| 全長                                                  | 57.7m 56.2m（水線長）                                                                                        |
| 全幅                                                  | 9.56m |
| 吃水                                                  | 1.2m |
| 機関                                                  | 形式不明石炭専焼缶1基 +レシプロ機関1基1軸推進                                                                |
| 最大 出力                                             | 1,500hp |
| 最大 速力                                             | 竣工時：13.0ノット                                                                                           |
| 航続 距離                                             | -ノット/-海里                                                                                                |
| 燃料                                                  | -トン（石炭）                                                                                                |
| 乗員                                                  | 78名 |
| 兵装                                                  | シュコダ 12cm（35口径）単装砲2基 （1917年：9cm（45口径）単装砲1-2基） シュコダ 4.7ｃm（43口径）単装速射砲2基 |
| 兵装 (「アルデアル」, ルーマニア海軍, 第二次世界大戦) | シュコダ 12cm（35口径）単装砲2門 ラインメタル37mm機関砲6門 エリコン20mm機関砲4門                             |
| 装甲                                                  | 舷側：40mm 主砲塔：40mm 司令塔：25mm                                                                         |

テメシュ級河川モニター (S.M.S. Temes klass) は、オーストリア＝ハンガリー帝国海軍が建造した河川モニター艦の艦級である。

## 概要
本級は、国際河川であるドナウ川の権益を守るためにオーストリア＝ハンガリー帝国海軍により建造された河川用のモニターである。第一次世界大戦では、緒戦のベオグラード進攻作戦で支援砲撃を行うなど、ドナウ川流域での実戦に参加した。

## 艦形
河川での使用に適した、浅吃水で操縦性に優れる船型を採用した。浅水域で推進器が損傷するのを避けるため、艦底中央部から艦尾にかけて凹みを設け、その中に推進器を配置している。舵も、保針性と舵効を確保するため前後に長い一枚舵を採用している。
甲板上は、中央部に機関室囲壁を含む上部構造物があり、その前部に艦橋を配置した。艦橋直前の左右両舷に12cm単装主砲各1基を、後甲板の中心線上に9cm単装砲1基を置き、上部構造物上の両舷に4.7cm速射砲各1基を配置した。

## 同型艦
- テメシュ（SMS Temes）

1914年に「テメシュ」として竣工。1920年にルーマニア海軍に譲渡され「アルデアル（Ardeal）」と改名。1944年にソ連に拿捕され「アゾフ（Azov）」と改名。1945年にルーマニア海軍に返却後1946年解体処分。名称はドナウ川の支流テメシュ川（現在のティミシュ川）にちなむ。
- ボドログ（SMS Bodrog）

1914年に「ボドログ」として竣工。1918年にユーゴスラビア海軍に譲渡され「サヴァ（Sava）」と改名。1941年4月12日に自沈。クロアチア陸軍により浮揚後、1944年9月8日に再度自沈。1962年に浮揚後に解体処分。名称はドナウ川の支流ボドログ川にちなむ。

## 参考図書
- 「Conway All The World's Fightingships 1906–1921」（Conway）